# Maria-Theresia-Gymnasium München
Das Maria-Theresia-Gymnasium München (MTG) ist ein naturwissenschaftlich-technologisches und sprachliches Gymnasium im Münchner Stadtteil Au. Benannt wurde die Schule nach der damaligen Prinzessin und späteren letzten bayerischen Königin Marie Therese.
1899 als Kreisrealschule gegründet, wurde sie 1940 Kreisoberrealschule und 1965 staatliches Gymnasium. Am Maria-Theresia-Gymnasium lernen rund 900 Schülerinnen und Schüler.
Eine Besonderheit der Schule sind die seit 1998 bestehenden Hochbegabtenförderklassen. In diesen werden die Schüler bis zur 10. Klasse, nach der Einführung des G9 bis zur 11. Klasse, in beiden Zweigen (naturwissenschaftlich-technologisch und neusprachlich) unterrichtet.
In einer Partnerschaft mit der Ludwig-Maximilians-Universität München erhalten hochbegabte Schüler sogenannten „Enrichment“-Unterricht, in dem sie in der Biologie- und Physik-Fakultät der Universität eigene Experimente unter Beaufsichtigung bekannter Professoren durchführen können.
Daneben dient das Gymnasium auch als Seminarschule für Lehramtsreferendare in den Fächern Deutsch, Englisch, Französisch, Geschichte, Mathematik, Physik sowie Politik und Gesellschaft.
Das Gymnasium ist als eine von 64 MINT-EC-Schulen in Bayern (Stand: 2024) berechtigt, Schülern das MINT-EC-Zertifikat zu erteilen.

## Schulgeschichte
1898: Der Bau der Schule wird nach einer Landratssitzung 1897, in welcher dieser beschlossen wurde, genehmigt.
1899: Die Schule beginnt den Betrieb unter dem Namen Königliche Maria-Theresia-Kreisrealschule mit 230 Schülern in vier Jahrgangsstufen als reine Jungenschule.
1914–1919: In den Zeiten des 1. Weltkriegs wird diese Schule als Militärkaserne genutzt. Alle Zimmer außer dem Direktorat und den Sammlungsräumen werden als Truppenunterkunft genutzt.
1918: Als Folge durch das Ende des Kaiserreichs und der Novemberrevolution wird die Schule in Maria-Theresia-Kreisrealschule umbenannt.
1925: Der Name der Schule wird, nach sieben Jahren, erneut geändert, diesmal in Maria-Theresia-Realschule.
1938: Aufgrund des Nationalsozialismus wird die Schule in Maria-Theresia-Oberschule für Jungen umbenannt. Der erste Abiturjahrgang legt 1940 die Abschlussprüfung ab.
1945: Im gesamten Jahr 1945 wird der Schulbetrieb eingestellt, Grund dafür ist die chaotische Lage im letzten Jahr des Zweiten Weltkrieges. Zudem war das Gebäude seit einem Bombentreffer im April 1944 stark beschädigt.
1946: Im Januar wird der Unterrichtsbetrieb, mit Genehmigung der US-Militärregierung, wieder fortgesetzt.
1948: Der Name der Schule wird in Maria-Theresia-Oberrealschule umbenannt.
1965: Die Schule wird ein letztes Mal geändert, in Maria-Theresia-Gymnasium.
1978: Die Schule nimmt erstmals regulär Mädchen auf.
1998: Eine Förderklasse für Hochbegabte Schülerinnen und Schüler wird eingerichtet.
2018: Die Schule wird Kompetenzzentrum für Begabtenförderung.

## Bekannte Schulangehörige
In der folgenden Tabelle werden bekannte Schulangehörige des Maria-Theresia-Gymnasiums aufgelistet:
| Geboren | Name                        | Tätigkeit                                                 |
| ------- | --------------------------- | --------------------------------------------------------- |
| 1902    | Heinz Rühmann               | Schauspieler                                              |
| 1912    | Karl Seebach                | Mathematiker                                              |
| 1925    | Wolfgang Johannes Bekh      | Schauspieler, Schriftsteller, Regisseur und Redakteur     |
| 1928    | Ludwig Schmidt              | Jurist                                                    |
| 1929    | Reiner Bredemeyer           | Arrangeur und Komponist                                   |
| 1934    | Herbert Rosendorfer         | Jurist und Schriftsteller                                 |
| 1946    | Alexandre Kum'a Ndumbe III. | Schriftsteller, Historiker, Hochschullehrer und Germanist |
| 1953    | Anselm Bilgri               | Prior im Kloster Andechs                                  |
| 1955    | Matthias Politycki          | Schriftsteller                                            |
| 1963    | Timothy Peach               | Schauspieler                                              |
| 1963    | Michael Stal                | Informatiker                                              |
| 1964    | Christian Springer          | Autor und Kabarettist                                     |
| 1966    | Corbinian Böhm              | Künstler                                                  |
| 1980    | Volker Bruch                | Schauspieler                                              |
| 1996    | Robert Sladeczek            | Filmproduzent                                             |
| 1997    | Albert Bozesan              | Filmproduzent                                             |
| 1999    | Nino Böhlau                 | Schauspieler                                              |

## Projekte
- 2023 fand am MTG das Wahlkursprojekt Schule als Staat statt.[8]